# Alto Paraná
För andra betydelser, se Alto Paraná (olika betydelser).

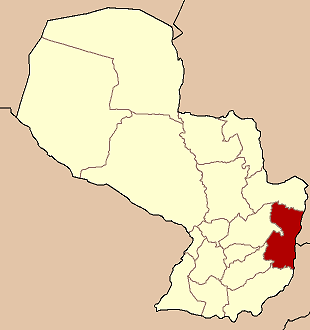

Alto Paraná (Departamiento de Alto Paraná) är ett departement i Paraguay beläget i landets östra del. Arean är 14 895 km² och befolkningen uppskattades 2012 till 785 747 invånare (2002 var det 563 042 invånare). Alto Paraná gränsar till departementen Canindeyú, Caaguazú, Caazapá och Itapúa samt till Argentina och Brasilien. Huvudstaden heter Ciudad del Este. Departementet är uppdelat i 19 distrikt (distritos).
Alto Paraná är beläget längs västra stranden av Paranáfloden och flera, oftast forsande, biföden till Paraná genomkorsar departementet. Från norr till söder kan nämnas Ytambeý, Acaray, Yguazú, Monday, Ñacunday och Yacuy Guazú.
Klimatet är tropiskt med en årsmedeltemperatur på 23° C och en nederbörd på 1800 mm/år. Detta ger förutsättningar för en rik amazonisk regnskog som dock har trängts undan av skogsbruk och annan mänsklig aktivitet. Till skydd för naturen finns nationalparken Ñacunday och naturskyddsområdena Limoy och Itabó (reservas biológicas) samt Tatí-Yupí (refugio biológico).
Viktiga näringsgrenar är elproduktion, handel, jordbruk, boskapsskötsel, skogsbruk och turism. Elproduktionen kommer från Itaipu-dammen, som till hälften ligger i Alto Paraná samt från Acaray. Handeln består dels av gränshandeln med konsumentprodukter i Ciudad del Este, dit brasilianare och argentinare reser långväga ifrån för att köpa främst hemelektronikprodukter, samt av transithandel. Den röda jorden längs Paranáfloden är rik och det odlas soja, majs, vete, mynta, bomull, sockerrör, maniok, solros och palmito . Turisterna som kommer är oftast besökare till de närbelägna Iguazúfallen som tittat över till Ciudad del Este för att shoppa.